# The Robertson War Memorial Bequest Obelisk
The Robertson War Memorial Bequest Obelisk är ett minnesmärke i England. Det ligger i Sharpenhoe i kommunen Central Bedfordshire, 9 km norr om Luton och 50 km norr om London. Det WA Robertson memorial ligger 147 meter över havet. Det består av en obelisk och restes till minne av första världskriget.